# Hördt
Hördt est une municipalité allemande située dans le land de Rhénanie-Palatinat et l'arrondissement de Germersheim.

## Historique
Le 5 août 1793, une compagnie du 2e bataillon du 21e régiment d'infanterie français occupait le village de Haers (Hördt) , dans le Palatinat, lorsqu'un corps de 7 000 Autrichiens se présenta devant ce poste. Trop faible pour résister à des forces si supérieures, ce détachement se replia sous le bois qui le séparait de Leimersheim ; mais ce village se trouvait déjà évacué par nos troupes ; la compagnie se défendit avec un courage héroïque et ne capitula qu'après avoir épuisé ses munitions. Cette capitulation fut violée, au mépris des lois de la guerre, et les hommes qui composaient cette compagnie furent passés au fil de l'épée, sauf une vingtaine qui purent regagner Lauterbourg.

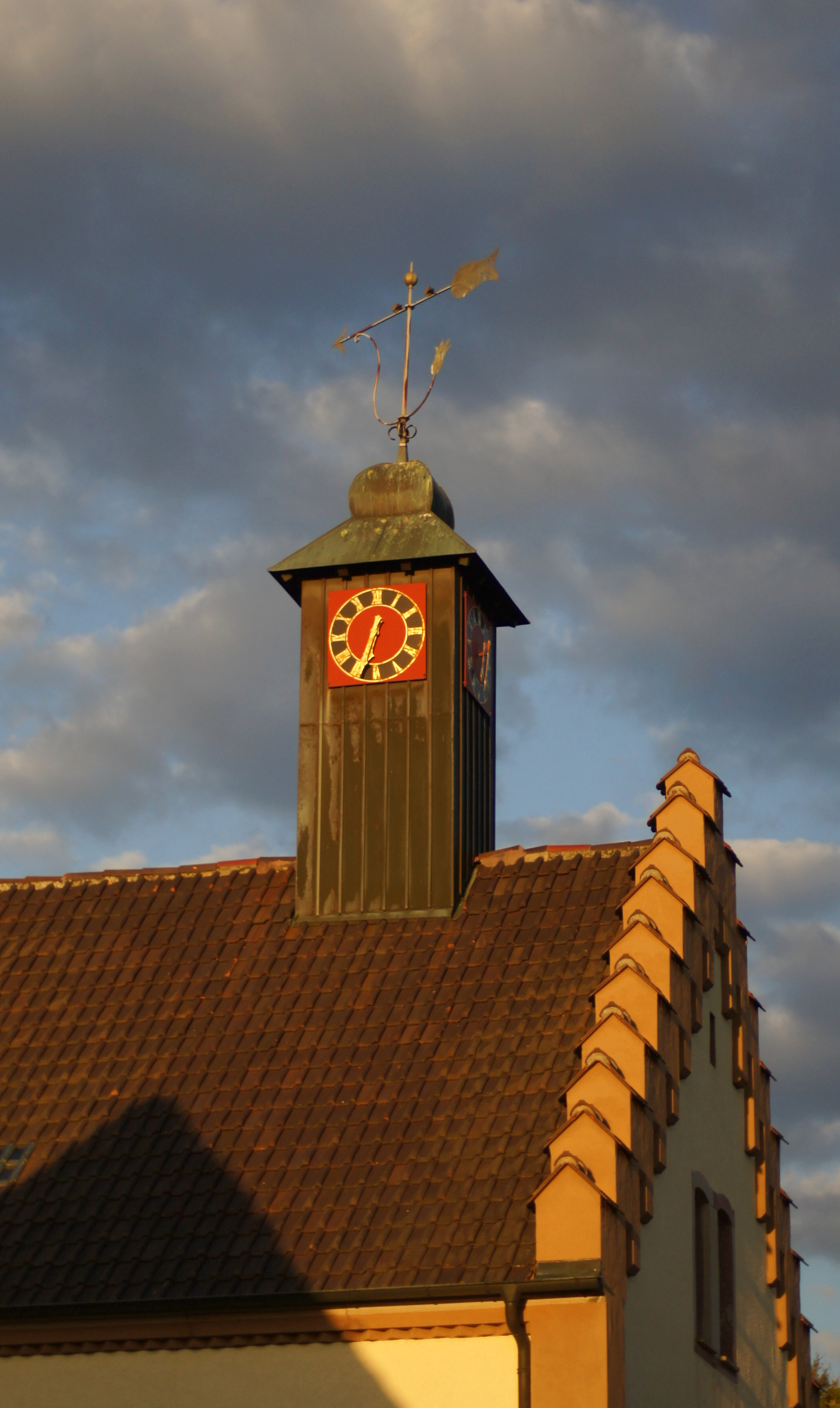
La tour horloge de la mairie de Hördt